# نووا باس
نووا باس (انگلیسی: Nova Bus) شرکت اتوبوس‌سازی کانادایی است، که در سال ۱۹۷۹ تأسیس شد.